# Choisel
Choisel é uma comuna francesa na região administrativa da Île-de-France, no departamento de Yvelines. A comuna possui 551 habitantes segundo o censo de 1990.
O escritor Michel Tournier (1924-2016) viveu numa casa paroquial deste município nos últimos 50 anos da sua vida.